# Матье де Фуа
Матье де Фуа-Кастельбон (фр. Mathieu de Foix-Castelbon, кат. Mateu de Foix-Castellbò; 1363 — август 1398) — виконт де Кастельбон и де Сердань, сеньор де Монкада и барон де Кастельви-де-Росанес в 1381—1396 годах, сеньор де Навель и де Солт с 1384 года, граф де Фуа, виконт де Беарн, де Марсан, де Габардан и де Лотрек с 1391 года, претендент на арагонский престол в 1396 году, второй сын Роже Бернара II, виконта де Кастельбон, и Жероды, дамы де Навель.

## Биография
Матье родился в 1363 году. Его отец Роже Бернар II де Фуа-Кастельбон происходил из младшей ветви дома Фуа-Каркассон и владел каталонским виконтством Кастельбон, а также сеньориями Монкада и Кастельви-де-Росанес. В результате брака он унаследовал сеньории Навель и Солт. Старший брат Матье, Роже Бернар, умер ребёнком, поэтому после смерти отца в 1381 году Матье унаследовал его владения, а в 1384 году — и владения матери.
Около 1381 года умер Гастон де Фуа, единственный сын и наследник графа Фуа и виконта Беарна Гастона III Феба. В результате Матье, как ближайший родственник Гастона III Феба (они были троюродными братьями), решил предъявить права на богатые владения, в которые входили графство Фуа в Лангедоке, гасконские виконтства Беарн, Марсан и Габардан, а также титул виконта де Лотрек. В качестве союзника Матье выбрал короля Арагона Хуана I, на дочери которого он позже женился. Однако Гастон III Феб ненавидел своего родственника и по договору, заключённому 5 января 1390 года, завещал свои владения короне.
Гастон III Феб умер 1 августа 1391 года. Король Франции Карл VI послал своих комиссаров, чтобы занять владения покойного графа, однако они наткнулись на противодействие со стороны Матье, который захватил наследство. Послать армию король в то время возможности не имел и по совету своего дяди, герцога Жана Беррийского, который был должен Матье деньги, утвердил Матье в праве наследования. Это было закреплено договором 20 декабря 1391 года.
В 1396 году умер тесть Матье — король Арагона Хуан I. Сыновей он не оставил. Поскольку жена Матье инфанта Хуана была старшей из выживших дочерей покойного короля, то Матье от её имени предъявил права на арагонский престол. Но арагонские кортесы выбрали королём брата Хуана I — сицилийского короля Мартина II (он стал королём под именем Мартин I). Матье, пользуясь тем, что Мартин был занят подавлением восстания в Сицилии, попытался завоевать себе трон, призвав на помощь герцога Беррийского, но успеха не добился. Более того, Мартин конфисковал у Матье его каталонские владения. В итоге Монкада и Кастельви-де-Росанес были присоединены к Арагону, а Кастельбон позже был возвращён наследникам Матье.
Матье умер в августе 1398 года. Детей у него не было, поэтому владения унаследовала его сестра Изабелла де Фуа.

## Брак
Жена: с 4 июня 1392 Хуана Арагонская (октябрь 1375 — сентябрь 1407), арагонская инфанта, дочь короля Арагона Хуана I и Маты д’Арманьяк. Детей не было.